# Jeanne Leleu
Jeanne Leleu ( Saint-Mihiel, 29 de diciembre de 1898 - 14.º distrito de París, 11 de marzo de 1979 ) fue una pianista y compositora francesa .

## Biografía
Nació el 29 de diciembre de 1898 en Saint-Mihiel (antigua capital del Ducado de Bar). Su padre fue director de una banda militar mientras que su madre fue profesora de piano.  De esta manera, Jeanne Leleu inició su contacto temprano con la música.
Tras una pequeña estancia  en el Conservatorio de Rennes  donde estudió con la pianista y compositora Halina Krzyżanowska  , demostró sus altas aptitudes musicales y sus padres decidieron ingresarla con tan solo nueve años en el Conservatorio Nacional Superior de Música y Danza de París el cual estaba dirigido por Gabriel Fauré. Su estancia en este conservatorio se extendería durante trece años y encontró como mentores a Marguerite Long y Alfred Cortot (piano), Auguste Chapuis (armonía), Georges Caussade (contrapunto y fuga) y Charles-Marie Widor (composición).
En esta etapa, Jeanne Leleu tuvo la oportunidad el día 20 de abril de 1910 de estrenar en conjunto con Geneviève Durouy  en la Salle Gaveau de París, Ma Mère l'Oye, una pieza infantil para piano a 4 manos de Maurice Ravel. Tres años más tarde, Ravel recibiría un encargo del Conservatorio de París para realizar un ejercicio breve de lectura a primera vista que sería empleado en un concurso de mujeres que organizaba la misma institución educativa. De esta forma, nació una pequeña bagatela de 27 compases que titularía Preludi. Parece que de todas las concursantes, Jeanne Leleu destacó especialmente en su interpretación haciendo que Ravel le dedicase la partitura a través de una carta en la que le deja unos humildes consejos “Sigue tocando así, para ti sola y sin preocuparte del público. Es la mejor manera de obtener su favor.” En la misma carta decía: “El Preludio es poca cosa. Recuerdo de un artista que ha sido sinceramente interpretado por tus cualidades musicales”. Poco después se publicó la partitura con la dedicatoria: " A mademoiselle Jeanne Leleu". 
Ralentizada por la Primera Guerra Mundial, su carrera se orientó gradualmente hacia la composición. Su profesor Widor le animó a presentarse al Concours de l'Institut, al que se presentó dos años seguidos a partir de 1922. El primer año consiguió una mención honorífica; sin embargo, no fue hasta 1923, cuando le otorgaron el Primer Gran Premio de Roma de composición musical por su cantata Béatrix, trasladándose al año siguiente a la Villa Medicis hasta principios de 1927.
Durante su estancia en Roma, Jeanne Leleu forjó una personalidad musical que le permitió hacerse hueco dentro de los compositores más reconocidos de la época, relevando su audacia y delicadeza para la composición. Encontramos en esta etapa obras como Suite Symphonique pour instruments à vent (1926, Leduc), las Esquisses italiennes (1926, Leduc), las Deux Danses (1927, Heugel) o Le Cyclope (1928), una obra de música incidental para el drama del sátiro de Eurípedes.
A la vuelta de Roma, siguió componiendo a lo largo de su vida. La suite sinfónica Transparences (1931, Leduc), fue estrenada por Walter Staram en 1933, y más tarde fue recuperada por Philippe Gaubert en los Concerts du Conservatoire. Esta obra se divide en tres partes:
1. L'arbre plein de chants, inspirada en un texto de André Gide: "Dans cet arbre, il y avait des oiseaux qui chantaient!"
2. Miroir d'eau, basado en los Fragments du Narcisse de Paul Valéry: "Te voici, mon doux corps de lune et de rosée..."
3. Etincelles d'eau, tomada de La jeune Parque del mismo autor: "Quel pur travail de fins éclairs consume maint diamant d'écume imperceptible..." que termina la obra con un scherzo que refleja los mil destellos de las piedras preciosas.

Sus Transparences fueron descritas por Florent Schimitt como "una maravilla de frescura, finura y gracia femenina"
Aparte de las obras ya mencionadas, también encontramos las siguientes: Cortège d'Orphée, Fronton antique, Croquis de théatre (estrenado por Édouard Colonne el 5 de octubre de 1932) un Concerto pour piano et orchestre (estrenado en 1937 siendo ella misma la pianista solista en la Orquesta Lamoureaux en París) Jour d'été (ballet compuesto por cuatro movimientos sinfónicos y estrenado en la Opéra-Comique en 1939), Nautéos (ballet de gran éxito representado en Montercarlo en 1947 y en la Ópera de París en 1954),Virevoltes (suite para orquesta escrito en 1957) y numerosas piezas editadas y publicadas por Leduc: Par les rues éclantes, Pochades, En Italie, Un peu de tout, y por otras editoriales: Mélodies (Choudens), Choeurs (Hamelle) o Sonnets de Michel Ange (Heugel).
Sus obras tuvieron un rotundo éxito según la prensa de la época y fueron emitidas numerosas veces. Recibió varias comisiones estatales y de radio. En 1947, por encargo de la Radiodiffusion Française, escribió Femmes, una suite orquestal a cuatro voces y con danza que evoca los diferentes tipos de mujeres que suelen encontrarse en los escenarios de opereta. También, encontramos en dos revistas de la Península apariciones de Jeanne Leleu en artículos sobre la situación musical en Francia: la primera de ellas, se trata del Butlletí de l'Orfeó Català dentro de la Revista musical catalana n.º 34 del año 1932, y la última de la revista Ritmo: revista musical ilustradanúmero 290 de 1957.
En cuanto a su faceta pedagoga, fue profesora en la Schola Cantorum de París y en la École Normale de Musique en los años 30 donde trabajó con músicos como  Pablo Casals, Nadia Boulanger, Wanda Landowska, Paul Dukas, Henri Dutilleux, Arthur Honegger y Paule Maurice. Más adelante, se convirtió en directora de música en la Casa de Educación de la Legión de Honor de 1937 a 1948. En 1947, fue nombrada profesora de lectura a vista en el Conservatorio de París y después profesora de armonía desde 1952 a 1967.
Comenzó a sufrir una enfermedad neurodegenerativa a principios de los años sesenta.Jeanne Leleu dejó de tocar en conciertos y de defender sus composiciones. Esta gran dama de la música, falleció en París el 11 de marzo de 1979, cayendo poco a poco en el olvido.
Según Marc Honegger, “su música se conoce por su sensibilidad, su frescura y su gracia” coincidiendo con la visión que nos aportaba ya Florent Schimitt.

## Maurice Ravel: Ma mère l’Oye
"En un momento de excepcional madurez creativa, Maurice Ravel quiso obsequiar a los hijos de unos amigos, el matrimonio Godebski, con una composición adecuada al mundo infantil por su temática y por las exigencias técnicas. Mimie y Jean Godebski, a quienes la obra se les hizo demasiado cuesta arriba, fueron los primeros niños en poner de manifiesto que Ravel hizo una composición maravillosa, pero que requiere para su interpretación considerable técnica y, sobre todo, una cierta madurez musical. No debe extrañar, pues, que Ma mère l’Oye sea pieza obligada en el repertorio de cualquier dúo de pianistas... adultos. Dos jóvenes discípulas de Marguerite Long, Jeanne Leleu y Geneviève Durouy, estrenaron finalmente la obra en la Sala Gaveau de París, el 20 de abril de 1910. 
La composición se basa en cuentos franceses de los siglos XVII y XVIII originales de Charles Perrault, Madame d'Aulnoy y Jeann-Marie Leprince de Beaumont y, en sus cinco capítulos, evoca con auténtica magia sonora el mundo ensoñado de una princesa, el drama de Pulgarcito, el mundo orientalista de una feuchilla emperatriz de las pagodas y un jardín encantado que, con su espectacular cascada de glissandi, pone brillantísimo final a la obra."

## Honores
- Primer Gran Premio de Roma de composición en 1923 (fue la tercera mujer en obtener este Primer Gran Premio de Roma, después de Lili Boulanger y Marguerite Canal)

## Obras
- Cuarteto para piano y cuerda (1922).
- Seis sonetos de Miguel Ángel para voz y orquesta o piano (1924)
- Bocetos italianos, para orquesta (1926)
- En Italia, para piano (1926)
- By the Bright Streets, para piano u orquesta (1926)
- Suite sinfónica para instrumentos de viento (1926)
- Dos danzas para orquesta (1927)
- The Cyclops of Euridipus, música incidental (1928)
- Frontón antiguo para orquesta (1928)
- Transparencias para orquesta (1931)
- Bocetos de teatro, suite para orquesta (1932)
- Sonata para piano (1933)
- Concierto para piano (1935)
- Piezas en trío, para garra, fagot y flauta (verso 1939)
- A Summer Day, ballet (1940)
- Mujeres, suite para orquesta (1947)
- Suite camboyana, para orquesta y piano (1947)
- Nautéos, ballet (1947)
- Virrevueltas, suite para orquesta (1950)

## Documentos de archivo
- Cartas, en diversas colecciones, en particular en la Biblioteca Musical La Grange-Fleuret
- Ficha del profesor en el Conservatorio Nacional Superior de Música y Danza de París
- Ficha de artista en la Biblioteca-Museo de la Ópera
- BnF, Catalogue Général